# I bin aus Oberösterreich
I bin aus Oberösterreich ist ein österreichischer Schlager aus den 1960er-Jahren, der zum Volkslied wurde. Musik und Text stammen von Annemarie Leitner, das Arrangement von Edi Matzer. Ursprünglich interpretierte es Annemarie Leitner selbst mit den Linzer Buam unter der Leitung von Kapellmeister Robert Thaller. Das Lied wurde oftmals am Urfahraner Markt und im Wunschkonzert in Radio Oberösterreich gespielt und entwickelte sich rasch zu einem Erfolg.

## Inhalt
I bin aus Oberösterreich ist im 2/4-Takt, als Marschlied, geschrieben und besteht aus zwei Strophen, einem (Refrain-)Jodler und einem instrumentalen Trio. Am Anfang wird die Strophe I bin aus Oberösterreich, aus einem schönen Land. Es ist an Wald und Fluren reich, und überall bekannt gesungen, den Schluss bildet die populäre Hymne auf Linz: I bin halt aus der Mittn drin, vo Salzburg und vo Wien. I bin halt aus der Mittn drin, a resche Linzerin und darauf folgend ein Jodler.

## Geschichte
Das Lied komponierte Annemarie Leitner, die selbst eine begnadete Jodlerin war, für die Linzer Buam, mit denen sie selbst als Sängerin und Jodlerin auftrat. Bemerkenswert, für die Entstehungszeit ein Novum, ist auch, dass nicht nur eine Frau, nämlich Leitner selbst, als Sängerin einer Blaskapelle erfolgreich auftrat, sondern auch, dass das Lied mit dem Schluss ...a resche Linzerin für und von einer Frau als Interpretin entstanden ist.
Das Lied entwickelte sich zu einem großen Erfolg. Es erschien auf zahlreichen LPs und MCs verschiedenster Interpreten und wurde so zum Evergreen und Volkslied in Oberösterreich.
Die Melodie wurde außerdem im später komponierten Neumarkter Turnermarsch vom tschechischen Komponisten Karel Bělohoubek verwendet und mit einem Text von Christian Schöberl versehen.